# Барбурское
Барбурское (укр. Барбурське) — село,
Припутновский сельский совет,
Ичнянский район,
Черниговская область,
Украина.
Код КОАТУУ — 7421787602. Население по переписи 2001 года составляло 22 человека .

## Географическое положение
Село Барбурское находится между реками Остёр и Удай (5-6 км),
на расстоянии в 5 км от села Припутни.
Вокруг села проходит несколько ирригационных каналов.

## История
- 1800 год — дата основания.
- До 1945 года хутор Бурбурский.[2]